# Niels Peter Jensen
Niels Peter Jensen (* 27. Juli 1802 in Kopenhagen; † 19. Oktober 1846 ebenda) war ein dänischer Komponist und Organist.

## Leben und Werk
Der von Kindheit an blinde Jensen war Orgelschüler von Friedrich Kuhlau. Ab 1828 war er als Organist an St. Petri, der Kirche der deutschsprachigen evangelisch-lutherischen Gemeinde in Kopenhagen, tätig. Außerdem war er als Flötenvirtuose und -lehrer bekannt. Zu seinen Schülern zählte auch der Komponist J. P. E. Hartmann.
Jensen komponierte Schauspielmusiken und verschiedene Stücke für die Flöte und für das Klavier.
Niels Peter Jensen starb am 19. Oktober 1846 im Alter von 44 Jahren in seiner Geburtsstadt Kopenhagen.